# Муравьи (Брянская область)
Муравьи — посёлок в Жирятинском районе Брянской области, в составе Воробейнского сельского поселения. 
 Расположен в 3 км к востоку от села Норино. Население — 90 человека (2025

## История
Упоминается с XVIII века как хутор; с 1861 до 1924 входил в Воробейнскую волость.
С 1919 до 1930-х гг. в Клинокском сельсовете, затем в Норинском, в 1946—1954 в Буднянском, в 1954—2005 в Норинском сельсовете.
| Годы      | 1859 | 1901 | 1926 | 1979 | 1989 | 2002 | 2010 |
| --------- | ---- | ---- | ---- | ---- | ---- | ---- | ---- |
| Население | 7    | 11   | 62   | 13   | 1    | 4    | 2    |